# Parrainage humanitaire d'enfants

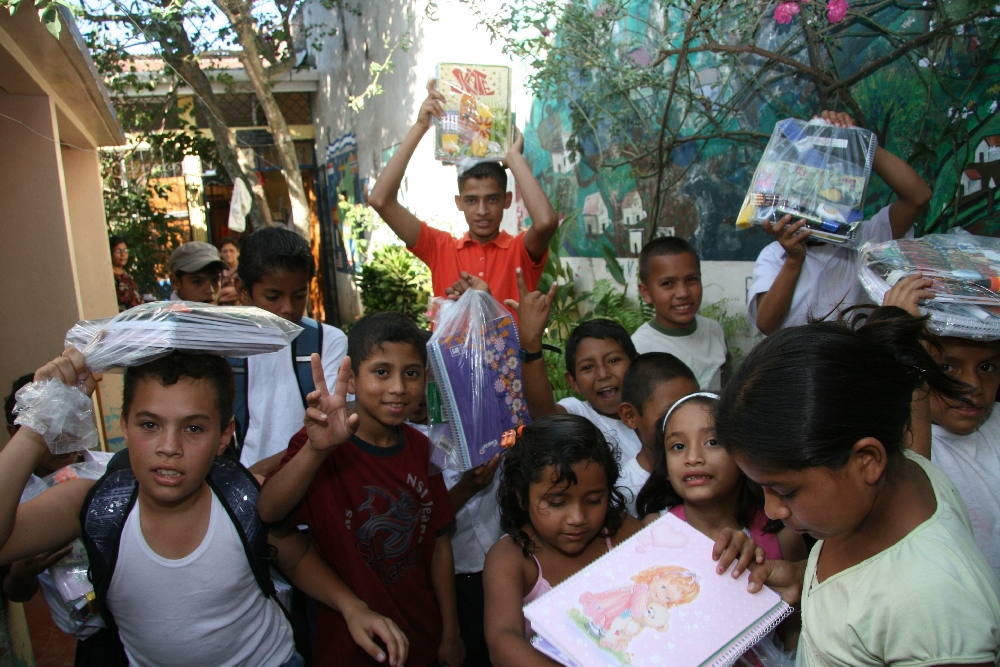
Parrainage humanitaire d'enfants au Nicaragua.

Le parrainage humanitaire d'enfants consiste à subvenir aux besoins d'un enfant démuni dans le monde ou en difficultés sociales en France en lui permettant ainsi de rester dans son milieu familial. Il se fait par le biais d’associations ou d’organisations qui agissent selon leurs histoires, leurs références, leurs valeurs, leurs moyens. 
Cette aide est pour la plupart du temps de nature matérielle. L’association ou l’organisation qui met en place le parrainage s’assure du bon emploi des fonds versés au profit de l’enfant. Les parrains ou marraines sont globalement issus de pays développés et les filleuls ou filleules de pays en voie de développement ou nouvellement industrialisés. 
Le parrainage offre une alternative à l'adoption dans un pays étranger, qui supposerait la rupture des liens de l'enfant adopté avec sa famille, sa culture et son pays. 
Le parrainage peut concerner un soutien direct à un enfant mais souvent il profite à l'ensemble d'une communauté, à la réalisation de projets.
L’histoire des associations de parrainage tend à montrer l’évolution des sensibilités et des mobilisations des populations occidentales face à des populations en détresse.

## Histoire
Le parrainage humanitaire d’enfants n’est pas présent dans l’index thématique des recherches sur la transnationalité ou l’humanitaire. Pourtant, cette thématique explore de nombreux champs historiques notamment : histoire des relations internationales, histoire de l’espace de la cause des enfants, histoire des mobilisations transnationales.
Ce type de parrainage apparaît dans l’entre-deux guerres. Il  est la résultante d’une logique militante s’étant mise en place quant aux enfants. Les nombreuses pertes civiles et militaires de la Première Guerre mondiale ont eu pour effet de faire apparaître les enfants comme un point d’entrée consensuel vers l’objectif du maintien de la paix et l’on considère qu’il faut aider les enfants victimes de la guerre dont les orphelins. Il semble que des années vingt aux années cinquante, les parrainages soient en majeure partie des associations ou organisations chrétiennes. Dans la deuxième moitié du vingtième siècle, le rôle des journalistes et des reporters de guerre est prépondérant dans les actions de parrainage.
La première organisation à promouvoir le parrainage d’enfants étrangers est l’International Save the Children Union (Union internationale de secours des enfants, UISE). Elle est créée en 1920. L’année suivante, elle propose l’adoption d’enfants, c’est le terme usité à l’époque,, par le biais de « photocartes ». Dans un premier temps, l’action de l’UISE se concentre sur les enfants européens victimes de la guerre : autrichien, allemand, hongrois, etc.
Cette initiative a eu un effet boule de neige puisqu’en 1923-1924, lors de l’occupation de la Ruhr par les troupes françaises, des femmes françaises s’organisent, en association avec la Société chrétienne et des associations de défense des droits humains, pour parrainer des enfants de la Ruhr.
Les conflits bilatéraux et civils ont été propices au parrainage. On peut citer la création de Foster Parents : Plan for Children in Spain par John Langdon-Davies durant la guerre civile d’Espagne. Sous l’impulsion d’Anna Freud et d’Eleanor Roosevelt, cette organisation devient le Forster Parents for Children War durant la Seconde Guerre mondiale ; elles ont permis le parrainage de dizaines de milliers d’enfants européens. 
Autre exemple de ces organisations ayant vu le jour durant les années trente, la China’s Children Fund (CCF) a été créée en 1938 pour aider les enfants orphelins déplacés par la guerre sino-japonaise. En 1951, elle devient la Christian Children’s Fund, sa campagne principale de parrainage a pour objet les enfants du Proche et Moyen-Orient.

### Après la Seconde Guerre mondiale
Il semble exister une diversification au niveau des parrainages. En effet, les organisations créées pour une zone de conflit s’élargissent à toutes les parties du monde où les enfants sont en situation de danger à cause d’une guerre. On peut observer ce fait en la création de la World Vision International, créée par le pasteur américain Robert Pierce lors de la guerre de Corée, et qui, en 1970, ne parrainent qu’une vingtaine d’enfants mais qui en parrainent plus de deux millions en 1990.
Aujourd'hui, il existe de nombreuses associations de parrainage parmi lesquelles on peut citer Un enfant par la main, Plan France, SOS Villages d'enfants, Enfants d'Asie, Aide et Action, le Secours Islamique France (SIF) ou encore Apres School, qui sont regroupées au sein du Mouvement d'Associations pour Promouvoir le Parrainage d'Enfants, voire Solidarité laïque, Enfants du Mékong, le Service d'entraide et de liaison (SEL).
D'autres associations proposent en France des parrainages fondés sur la relation de proximité entre parrain et parrainé. Les bénéficiaires du parrainage peuvent être des enfants et des jeunes en difficultés.